# 朝比奈秋
朝比奈 秋（あさひな あき、1981年 - ）は、日本の医師、小説家。京都府出身。

## 経歴
2021年、現役の医師（消化器内科医）として働きながら執筆した「塩の道」で第7回林芙美子文学賞を受賞しデビュー。
2023年、『植物少女』で第36回三島由紀夫賞を受賞。同年、『あなたの燃える左手で』で第51回泉鏡花文学賞、第45回野間文芸新人賞を受賞。
2024年、「サンショウウオの四十九日」で第171回芥川龍之介賞を受賞。史上6人目、男性作家としては初となる純文学新人賞三冠を達成した。
2025年、京都府の「みやこの文化賞」を受賞。

## 作品リスト

### 単行本
- 『私の盲端』（2022年2月、朝日新聞出版、ISBN 978-4022518071 / 2024年8月、朝日文庫、ISBN 978-4022651648）
  - 「私の盲端」 - 『小説トリッパー』2021年秋季号
  - 「塩の道」 - 『小説トリッパー』2021年春季号
- 『植物少女』（2023年1月、朝日新聞出版、ISBN 978-4022518842 / 2025年8月、朝日文庫 ISBN 978-4022652041）
  - 初出:『小説トリッパー』2022年秋季号
- 『あなたの燃える左手で』 - （2023年6月、河出書房新社、ISBN 978-4309031125）
  - 初出:『文藝』2023年夏季号
- 『サンショウウオの四十九日』（2024年7月、新潮社、ISBN 978-4103557319）
  - 初出:『新潮』2024年5月号
- 『受け手のいない祈り』（2025年3月、新潮社、ISBN 978-4103557326）
  - 初出:『文學界』2023年12月号掲載「受け手のいない祈り」を大幅に改稿

### アンソロジー収録
- 「魚類譚」 - 『夜明けのカルテ 医師作家アンソロジー』（午鳥志季ほか、2024年5月、新潮文庫）
  - 初出:『小説新潮』2022年9月号
- 「ロイヤルホストと勤務医時代」 - 『ロイヤルホストで夜まで語りたい』（朝日新聞出版編、2025年1月、朝日新聞出版）
- 「雪の残照」 - 『文学2025』（日本文藝家協会編、2025年6月、講談社）
  - 初出:『新潮』2024年6月号

### 単行本未収録

#### 小説
- 「ネオン魚群」 - 『小説トリッパー』2025年夏季号
- 「垂直方向へ」 - 『文學界』2025年8月号

#### 対談
- 「朝比奈秋×萩尾望都 小説と漫画、二組の結合双生児をめぐる双数対話」[7] - 『波』2024年12月号
- 「朝比奈秋×角田光代 小説を書き続けるために」[8] - 『小説トリッパー』2024年冬季号
- 「山口未桜×朝比奈秋 消化器内科医兼小説家の二刀流対談」[9] - 『波』2025年6月号

## メディア出演
- 『高橋源一郎の飛ぶ教室』[10]（2023年6月16日、NHKラジオ）